# حباك أسود الرأس
الحباك أسود الرأس (الاسم العلمي: Ploceus melanocephalus) نوع من الطيور الصغيرة من فصيلة الحباك، متوطن في بنين، بوركينافاسو، بوروندي، الكاميرون، جمهورية أفريقيا الوسطى، تشاد، جمهورية الكونغو، جمهورية الكونغو الديمقراطية، إريتيريا، إثيوبيا، غامبيا، غانا، غينيا، غينيا بيساو، كينيا، مالي، موريتانيا، النيجر، نيجيريا، رواندا، السنغال، جنوب السودان، السودان، تنزانيا، توغو، أوغندا وزامبيا.

## معرض صور

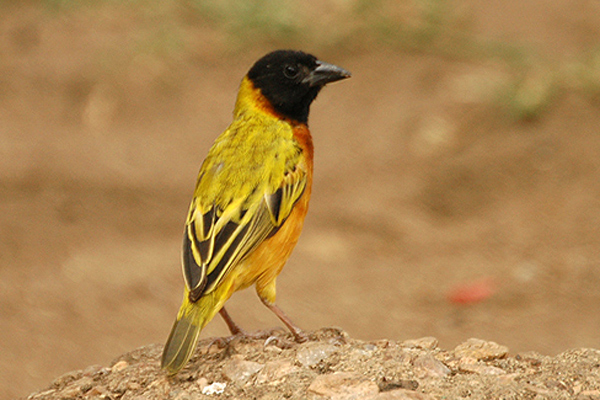
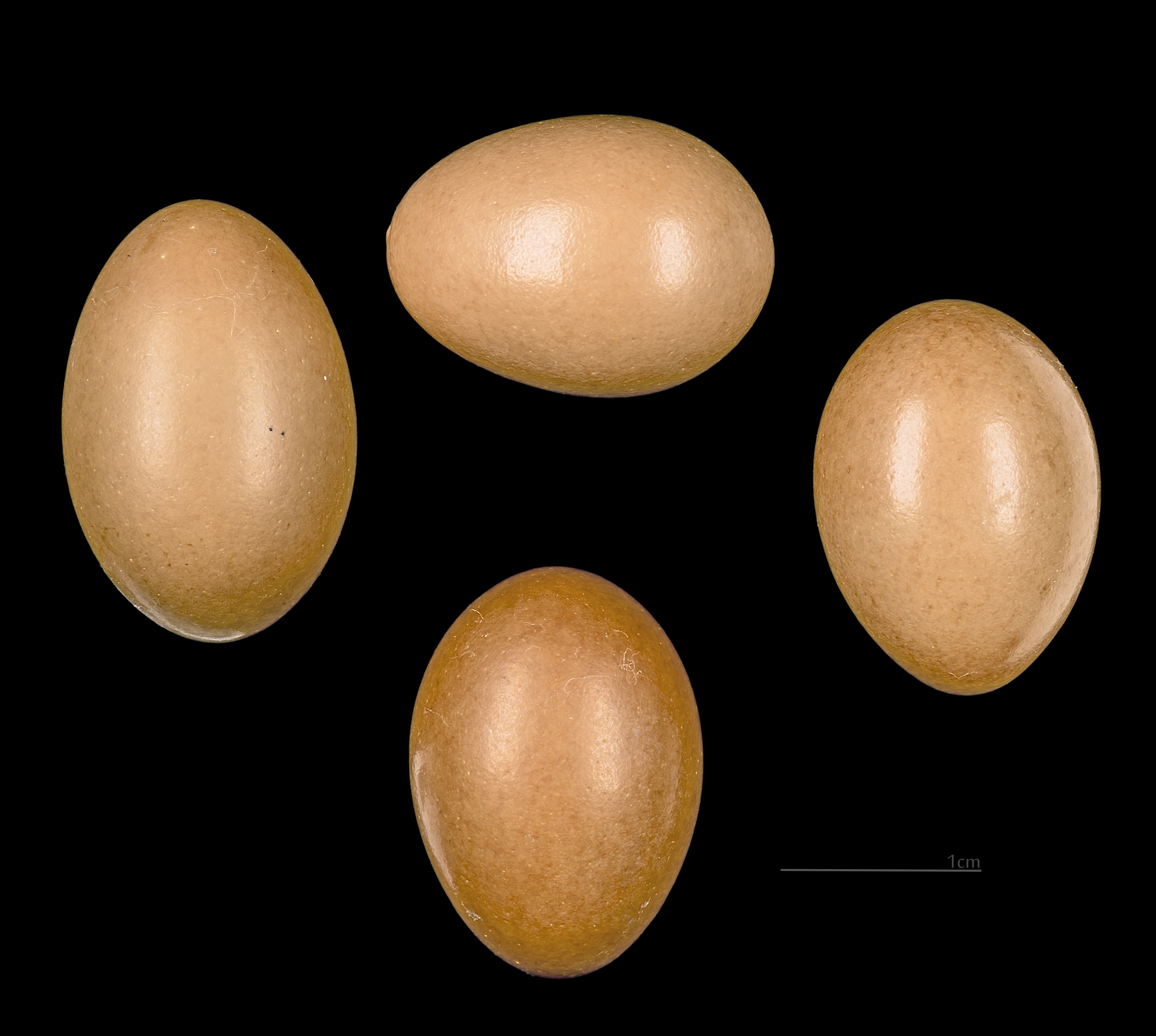
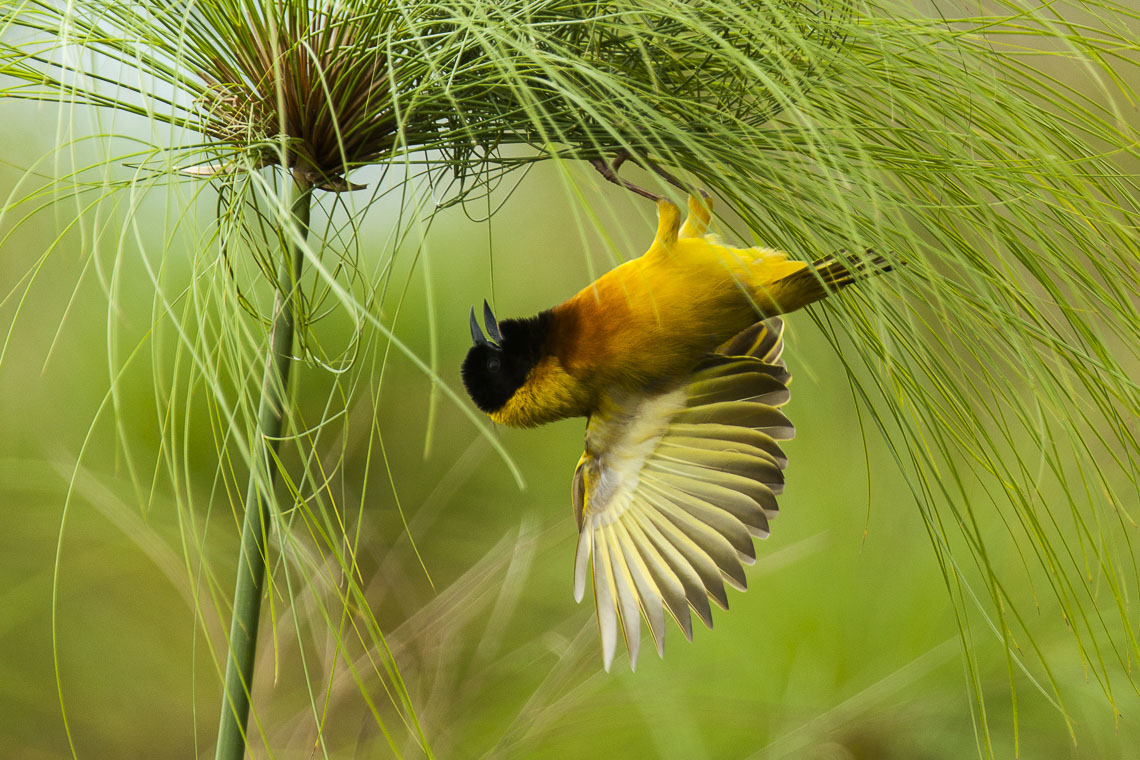